# 翠雀
翠雀（学名：Delphinium grandiflorum）是毛茛科翠雀属多年生草本植物。

## 别名
翠雀在《广群芳谱》中记为蓝雀花，民间别名还包括鸽子花、百部草、鸡爪连、灭虱草、瓣根草、蓝盏棵、鹦哥花。其日语名称为“大飛燕草”或“大花飛燕草”，但在汉语中“大飛燕草”或“大花飛燕草”通常指园艺翠雀花。

## 分布与生境
翠雀分布在黑龙江、吉林、辽宁、内蒙古、北京、河北、河南、山东、山西、陕西、宁夏、甘肃、青海、四川、云南、安徽、江苏以及西伯利亚、蒙古，生长于海拔100米至3,500米山地草坡及丘陵砂地。

## 用途

### 药用
民间用全草煎水含漱（有毒勿咽），可治风热牙痛；全草煎浓汁，可以灭虱。

### 观赏
根据《植物名实图考》记载，翠雀在北京一带栽培供观赏已有数百年历史。翠雀传入欧洲后，与高翠雀花杂交形成了美女翠雀花。

## 图集

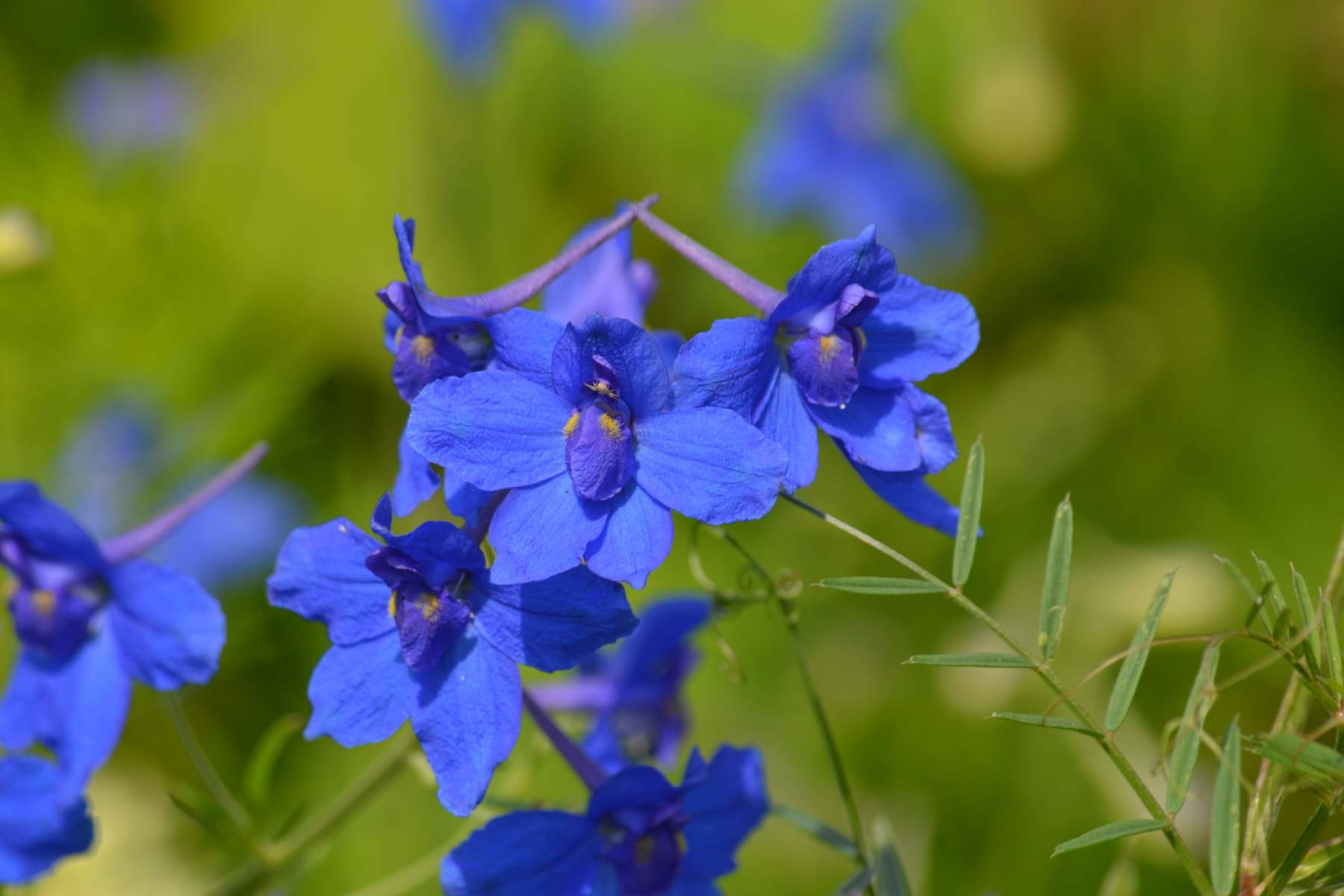
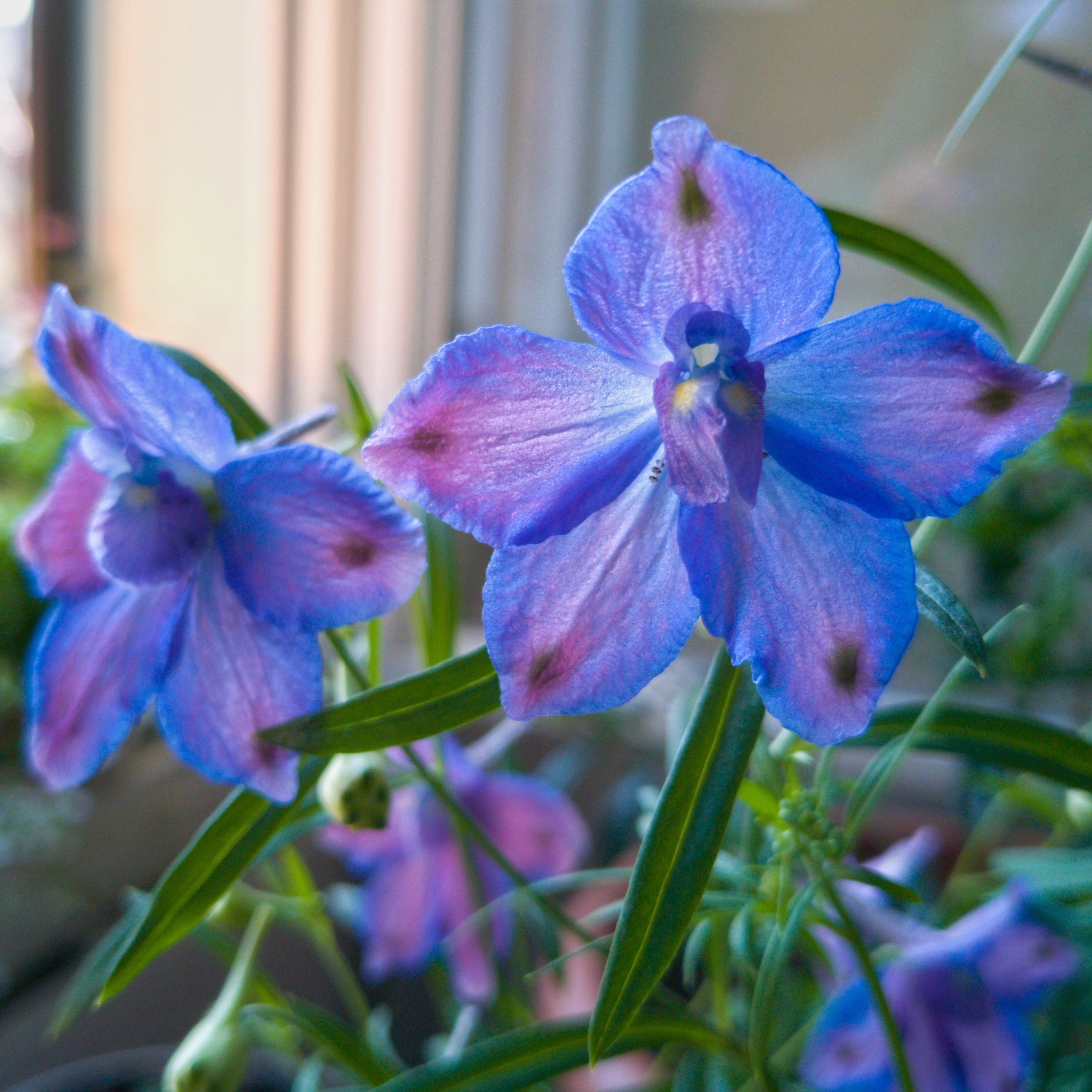
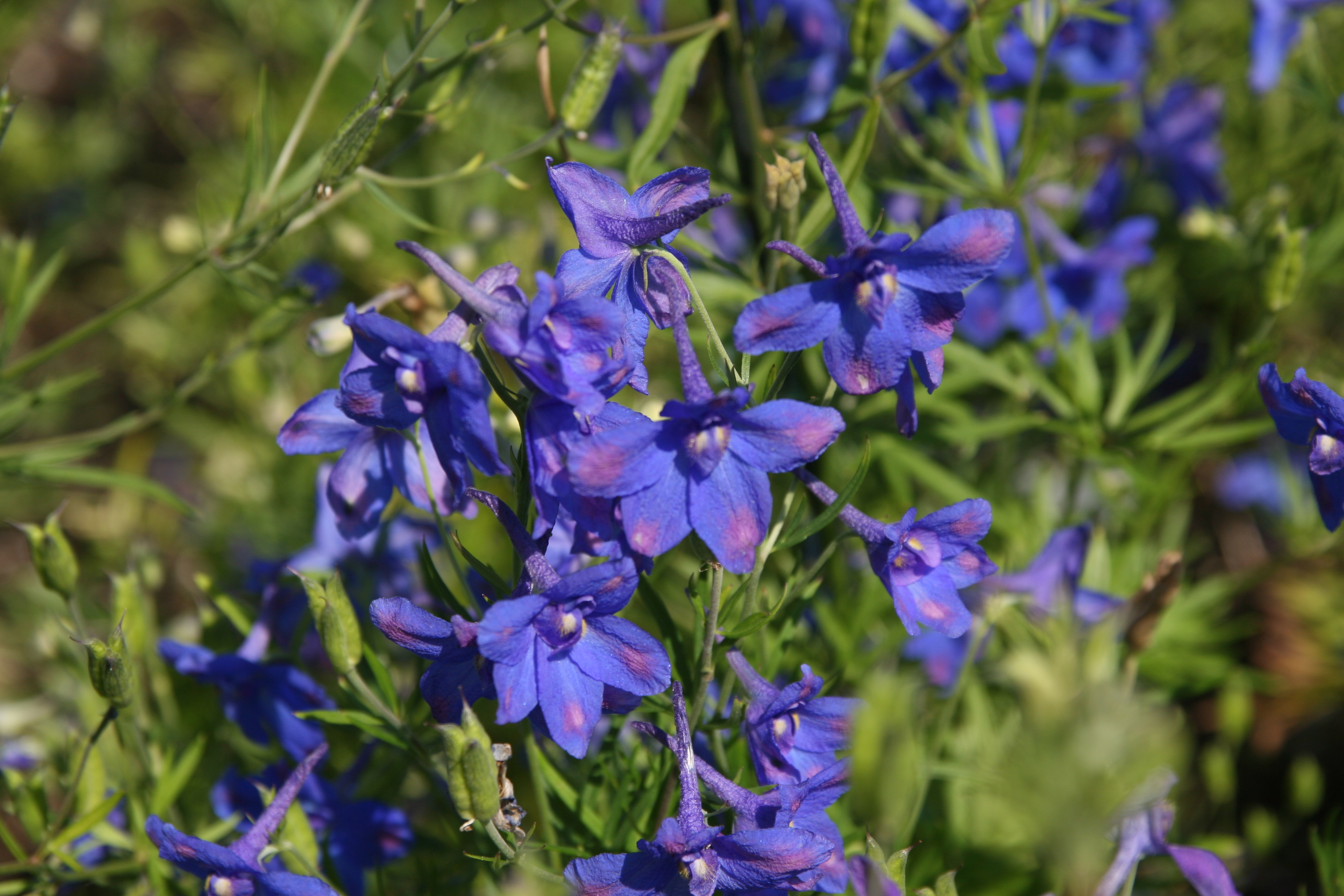
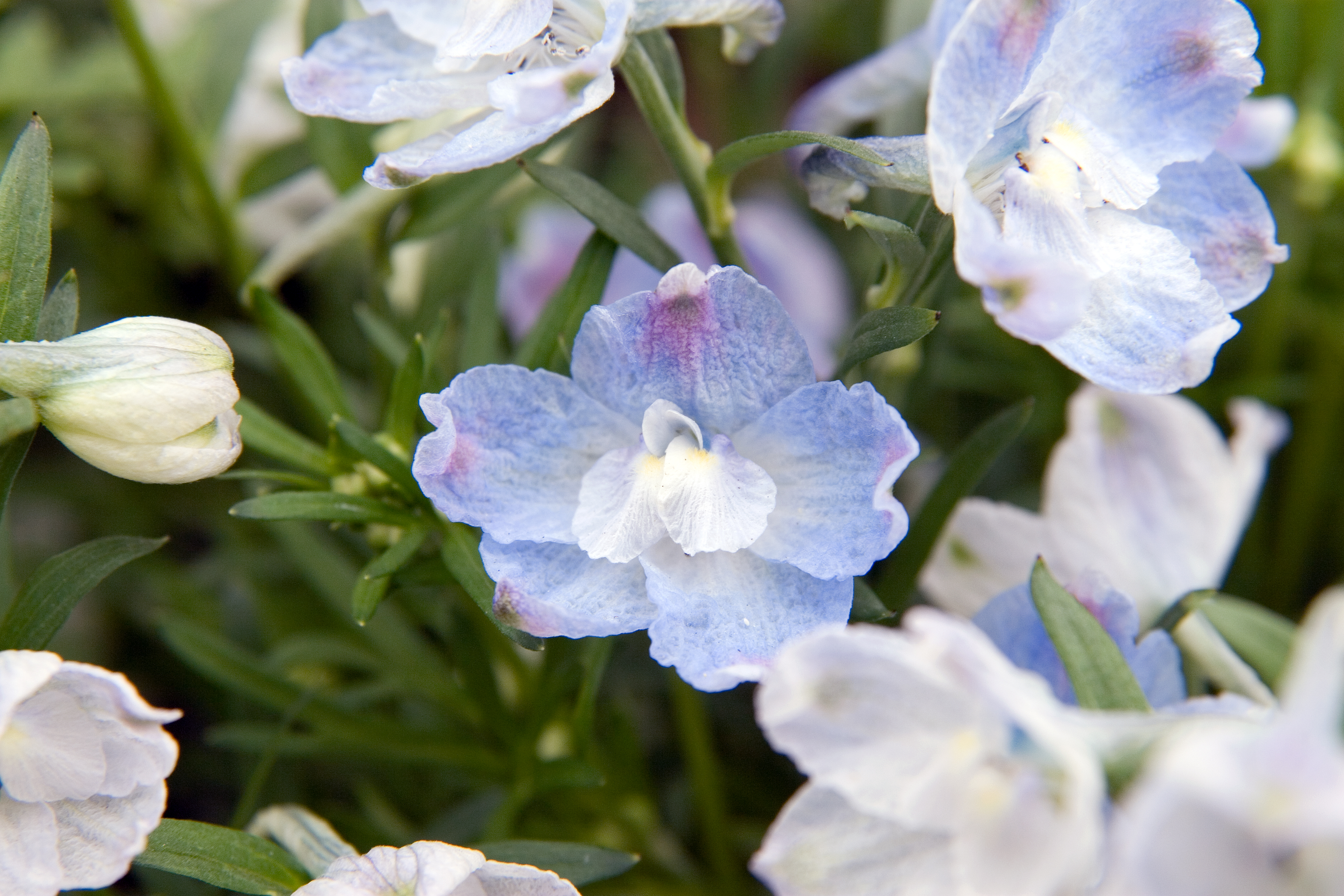
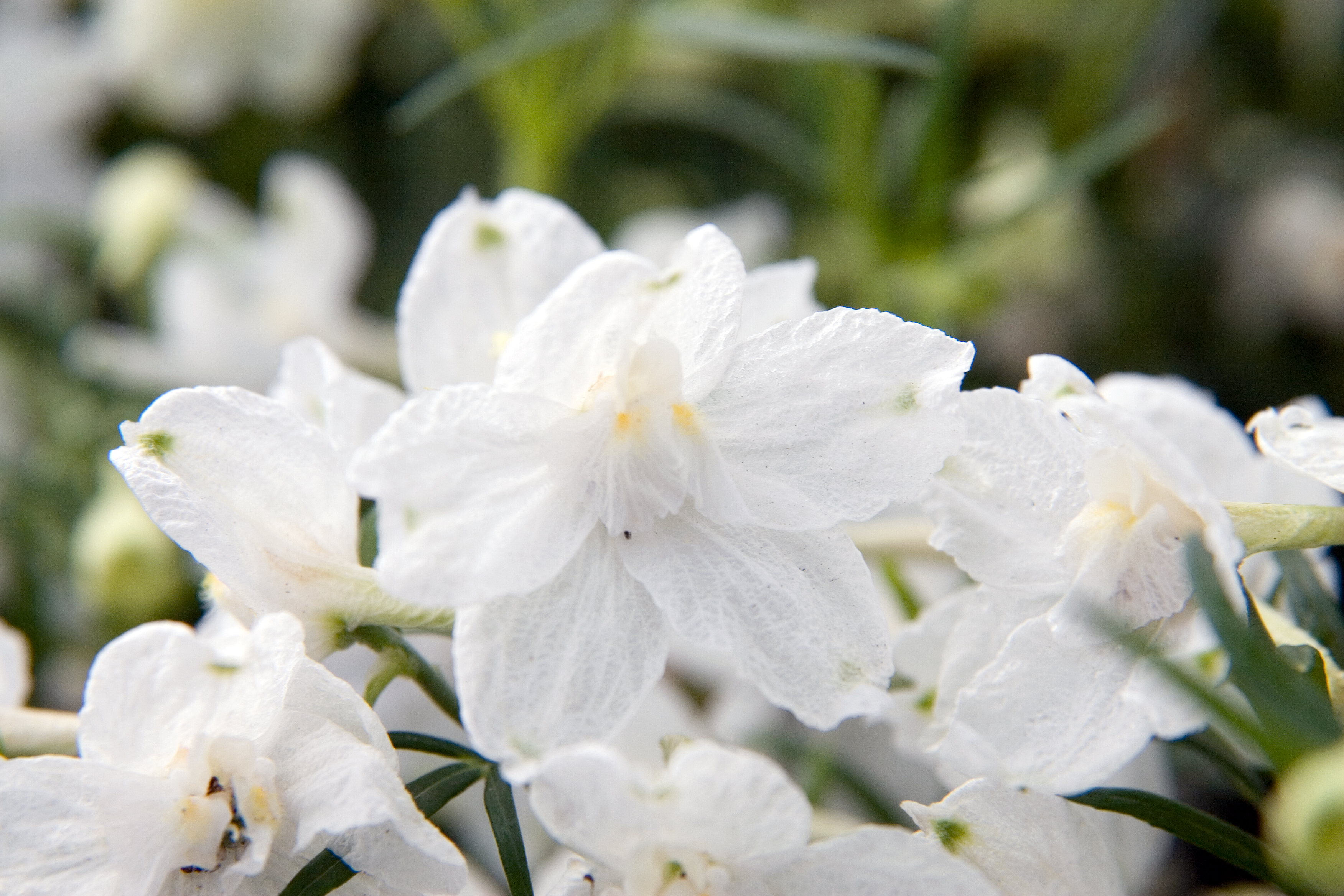

## 延伸阅读
[在维基数据编辑]
 《植物名實圖考·翠雀》，出自吳其濬《植物名實圖考》